# До свидания, овраг
«До свидания, овраг» — повесть русского писателя Константина Сергиенко о бездомных собаках, опубликованная в 1979 году. Переведена на ряд иностранных языков. Переработана автором в пьесу «Собаки», спектакли по которой шли во многих театрах. Кроме того, по повести сняты два анимационных фильма.

## Сюжет
Повествование ведётся от лица бездомного пса по кличке Гордый, живущего в овраге. Овраг, который в повести выступает и в антропоморфизированном виде (к нему герой обращается как к «Дядюшке Оврагу»), находится на окраине нового квартала, построенного на месте бывшей деревни. Брошенные хозяевами собаки сбились в стаю, предводитель которой Чёрный не любит людей, так как его хозяин в своё время бил его и в конце концов бросил. Другие члены стаи — «интеллигент» Головастый, который иногда надевает шляпу и умеет читать газеты, несчастная Бывшая Такса, постоянно смеющийся Крошка, побирающийся по электричкам Хромой. Сам Гордый держится отдельно, не желая подчиняться Чёрному. У Гордого есть «его Человек» — художник, который однажды привёл его в дом, накормил и вылечил ему лапу, а потом предложил приходить, когда тот захочет. Гордый мечтает когда-нибудь навсегда уйти к своему Человеку.
Основное действие происходит на протяжении лета. Гордый рассказывает о том, что делают члены стаи днём и ночью, об их характерах и отношениях. Товарищем Гордого является домашний кот Ямомото, называющий себя «японским императором», однажды он приглашает Гордого в гости, но внезапно пришедшие домой хозяева оказываются этому не рады. К стае прибивается пара собак, получивших кличку Новые, — их тоже бросает хозяин, однако через некоторое время Новых зовёт с собой на дачу девочка, живущая по соседству с оврагом. Дальнейшая их судьба неизвестна. Однажды ночью Гордый видит, что на его Человека нападают двое хулиганов, и он прогоняет их. Хромого кто-то сильно избивает в поезде, и он умирает. Чёрный решает отомстить за него, и они с Крошкой облаивают гуляющих людей, а одного из них, который бросает камень в Чёрного, тот кусает. Из-за жалоб на нападения собак приезжает человек, который ловит Головастого, Крошку и Чёрного и сажает в железную клетку. Он ловит и Гордого, но «его Человек» вызволяет его, говоря, что это его собака. Такса остаётся в овраге, но потом без вести пропадает.
Гордый поселяется в коммуналке у своего Человека, по-прежнему навещая теперь уже опустевший без собак овраг, который скоро, вероятно, застроят новыми домами. Художник получает отдельную квартиру, и Гордому предстоит переезд; он последний раз приходит к Дядюшке Оврагу, прощаясь с ним и обещая навестить его в будущем.

## Экранизации
В 1981 году по повести был снят кукольный мультфильм «До свидания, овраг» (режиссёры — Вадим Курчевский и Вячеслав Шилобреев). Однако, мультфильм, в отличие от оригинала, укорочен в действии, а главным героем является Крошка. И изменён ход событий.
В 2007 году был создан рисованный мультфильм «Собачья дверца» (режиссёр — Наталья Мальгина), который в 2008 году был награждён призом зрительских симпатий на Сретенском кинофестивале «Встреча».

## Театральные постановки

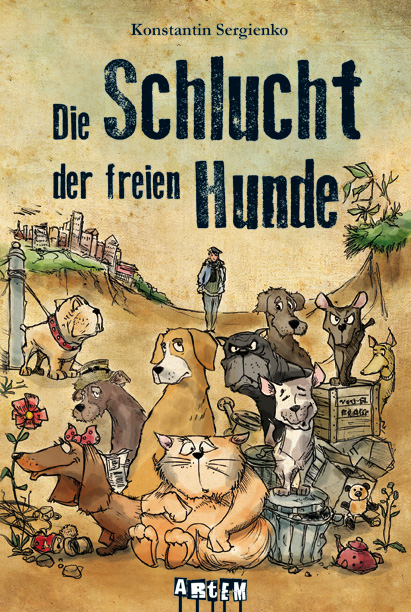
Обложка немецкого издания повести («Овраг вольных псов»)

Спектакли по повести неоднократно ставились в театрах начиная с 1980-х годов, причём как по переработанной пьесе самого Сергиенко, так и по другим адаптациям. Так, Дмитрий Быков вспоминает, что

…в своё время поставленный Шендеровичем, тогда молодым режиссёром, спектакль по повести «До свидания, овраг!» в театре Дворца пионеров — это было культовое зрелище. Для подростка, для десятиклассника 1983-84 года это нельзя было не посмотреть. (…) Это было важное духовное событие: и эта повесть про бродящих собак, который травят, и этот спектакль с теми зонгами, которые туда Шендерович написал. Для нас для всех, для тогдашних московских продвинутых детей, это было совершенно культовое произведение.

С 1987 года спектакль «Собаки» по пьесе Валерия Беляковича по мотивам повести Сергиенко идет в московском Театре на Юго-Западе. В 2013 году Валерий Белякович поставил спектакль в Театре имени Станиславского. В 2010 году повесть «До свидания, овраг», инсценированная Верой Копыловой, была поставлена в Щёлковском молодёжном театре Московской области. С 19 мая 2016 года по мотивам повести идёт спектакль «Вой, Ветер!» в Театре «На набережной» (режиссер — Фёдор Сухов).
Кукольный спектакль «Жизнь собачья» по пьесе В. Беляковича c 2007 года входит в репертуар Центрального театра кукол имени Сергея Образцова.
Рок-опера (или рок-мюзикл) «Собаки» на музыку композитора Дмитрия Негримовского был поставлен режиссером Владимиром Чигишевым на сцене Ростовского областного театра юного зрителя (ныне Ростовский академический молодёжный театр) в 1987 году и входил в репертуар театра на протяжении пятнадцати лет, собирая аншлаги в Ростове и на гастролях по всему миру. По словам французской прессы, «Пока их кошки что-то там мяукают, российские „Собаки“ ворвались в Европу».
Современной инсценировкой повести «До свидания, овраг» является мюзикл Веры Копыловой «Собаки», поставленный Марком Розовским в театре «У Никитских ворот». По словам Розовского,

быть может, эта повесть — лучшее произведение ушедшего писателя. Во всяком случае, самое пронзительное и проникновенное, написанное, что называется, «на разрыв аорты». Конечно, речь в пьесе идёт не только об участи бродячих собак, такой плачевной и ужасной, в закоулках и на неприметных обочинах наших мегаполисов. В этих несчастных животных так много человеческого, здесь столько впечатляющих характеров при тонком изяществе нерадостных диалогов — перед нами социальная драма, вечная и особенно острая в немилосердные времена в безжалостном обществе.

## Комментарии
1. ↑  Иногда повесть переиздаётся с восклицательным знаком в конце заглавия («До свидания, овраг!»), однако в оригинальном издании 1979 года восклицательного знака нет.